# Zvonice (Těšnovice)
Zděná zvonice se nachází u kostela svatého Petra a Pavla v Těšnovicích v okrese Kroměříž. Spolu s kostelem, opěrným zdivem (opevněním kostela) a sochou sv. Floriána tvoří kulturní památku, která byla v roce 1973 zapsána do Ústředního seznamu kulturních památek České republiky pod číslem 28486/7-6160.

## Historie
Zvonice stojí samostatně u kostela ve vzdálenosti 8 metrů a byla součásti opevnění kostela. Její jádro je středověké, věž byla barokně upravena. Roku 1861 byla zvýšena o hodinové půlpatro a roku 1889 byla obnovena střecha věže.

## Zvony
Ve věži bylo zavěšeno pět zvonů, z nichž dva byly z roku 1662. V období druhé světové války byly zvony zrekvírovány. Z věže byly svěšeny mimo nejmenšího zvonu 17. března 1941 a odvezeny do sběrného místa v cukrovaru v Kroměříži.
Zvon Václav měl hmotnost 900 kg, zvon Petr 459 kg a Maria 30 kg.

## Stavební podoba
Zvonice je štíhlá zděná čtyřboká hranolová třípatrová věž se zvonovým a hodinovým patrem, zastřešena jehlanovou střechou. Zvonové patro má půlkruhově zaklenutá okna, pod nimi se nacházejí úzká pravoúhlá střílnová okna. Věž je členěna podnoží a hlavní římsou nad hodinovými ciferníky je obloukovitá.